# Проклятая долина (фильм)
«Проклятая долина» (англ. Damnation Alley) — постапокалиптический кинофильм 1977 года. Другое название: «Долина проклятий». Экранизация произведения Роджера Желязны.

## Сюжет
В результате Третьей мировой войны Земля изменила наклон своей оси, живые организмы массово мутировали под действием радиации, и атмосфера над всей планетой охвачена постоянными штормами, которые делает невозможными воздушные перелёты.
Небольшая группа выживших, состоящая в основном из персонала военно-воздушных сил США, предпринимает попытку проехать с запада США в город Олбани, штат Нью-Йорк, откуда они получили радиосигнал. Они путешествуют в специализированных 12-колёсных бронетранспортёрах, предназначенных для выживания в суровых условиях, на которых можно пересечь «Долину проклятий» — единственный возможный путь между зонами интенсивного радиационного излучения. По пути они теряют один броневик, противостоят мутировавшей флоре и фауне, одичавшим бандам. Также по пути они подбирают двух выживших людей.
В конце фильма Земля возвращается к своей нормальной оси, а группа наконец добирается до на удивление нетронутого Олбани.

## В ролях
- Ян-Майкл Винсент — 1-й лейтенант Джейк Таннер
- Доминик Санда — Дженис
- Джордж Пеппард — Юджин «Сэм» Дентон, майор
- Джеки Эрл Хейли — Билли
- Пол Уинфилд — Киган
- Роберт Доннер — Стражник

## Производство
Оригинальный сюжет романа Роджера Желязны был серьёзно переработан в окончательном сценарии. Желязны был очень доволен первоначальным сценарием Лукаса Хеллера и считал его рабочим. Однако для киностудии Алан Шарп написал совершенно другую версию сценария, в котором не нашлось места большей части элементов книги. Желязны не понимал этого, пока не посмотрел фильм в кинотеатре. Он ненавидел эту экранизацию, однако, вопреки распространённому мнению, не просил исключить своё имя из титров, так как не знал об имеющихся проблемах до релиза фильма.
Бюджет в 17 миллионов долларов (значительная сумма для того времени) был доверен опытному режиссёру Джеку Смайту, который в два предыдущих года создал два подряд успешных фильма: «Аэропорт 1975» и «Мидуэй». Съёмки начались в июле 1976 года в долине Империал (Калифорния), также проходили в Аризонском кратере, Солт-Лейк-Сити и пустыне Мохаве.
Производство фильма было связано с некоторыми проблемами, например, несмотря на большой бюджет оказалось почти невозможно создать постапокалиптические пейзажи и гигантских насекомых-мутантов. Центральный же элемент фильма, 12-колёсный семитонный бронетранспортёр «Лэндмастер» (Landmaster), получился гораздо лучше, чем ожидалось. Его создание обошлось в $350 000 ($1,4 миллиона на 2012 год). Броневик выглядел настолько убедительно, что студия Fox потребовала уделить как можно большее число кадров «Ландмастеру», чтобы компенсировать прочие недостатки. Также после окончания съёмок было принято решение добавить визуальный эффект «радиоактивных небес», чтобы улучшить атмосферу постапокалипсиса. Из-за этого решения фильм 10 месяцев был в статусе постпродакшн, пока накладывали сложные оптические эффекты на 80 процентов всех кадров.
За это время вышел в прокат другой фантастический фильм: «Звёздные войны. Эпизод IV: Новая надежда», который неожиданно стал хитом. Премьера «Долины проклятий» была спешно перенесена, фильм подвергся редактуре, были вырезаны некоторые сцены, важные для сюжета. 

Фильм был выпущен 21 октября 1977 года, получил скудные отзывы и кассовые сборы.

## Критика
Дэвид Райан в обзоре для DVD Verdict отметил, что фильм получился не столько плохим, сколько типичным научно-фантастическим блокбастером 70-х годов, культовый же для некоторых зрителей статус объясняет преимущественно приятными воспоминаниями со времён просмотра в детстве. В целом, фильмом он остался недоволен, из положительных сторон отметив лишь «Ландмастер». Критик IGN Р. Шаффер отнёсся к фильму более благосклонно, также похвалил «Ландмастер», отметив одной из главных причин провала «Долины проклятий» выход в один год с первым фильмом из саги «Звёздные войны», на фоне которого картина Смайта смотрится очень бедно, особенно из-за спецэффектов. Подытожив, Шаффер обозначил фильм как «довольно достойный, амбициозный, хоть иногда и очень убогий, апокалиптический научно-фантастический боевик».

## Sound 360
В нескольких крупных городах США премьера «Долины проклятий» прошла с демонстрацией новой технологии объёмного звука Sound 360. Это было одной из ранних реализаций, в которой применялось четыре звуковые дорожки на 35-миллиметровой плёнке. Эта технология больше не использовалась в дальнейшем, промышленным стандартом в сфере объёмного звука стала Dolby Stereo.